# Orazio Claudio Capra

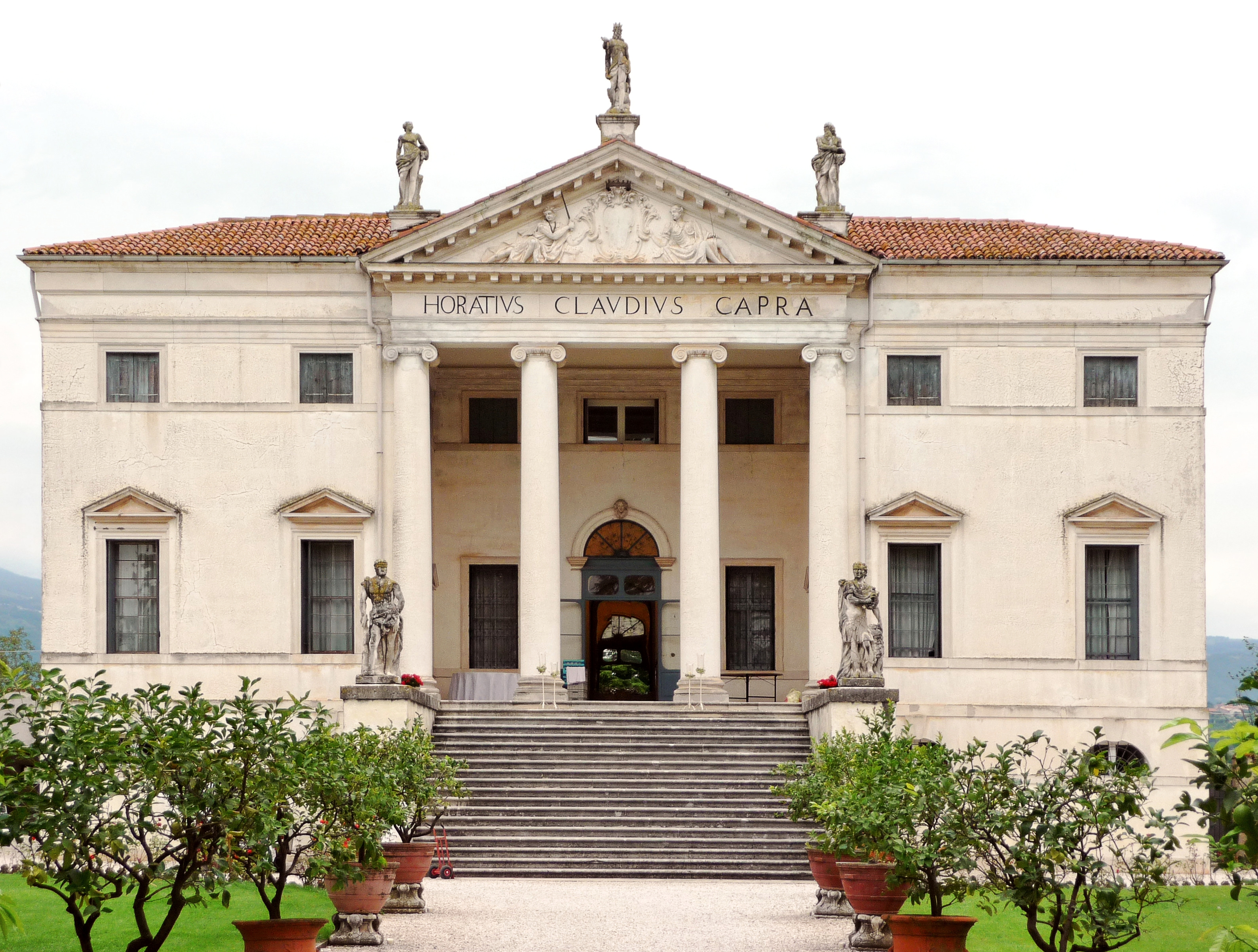
Villa Capra a Sarcedo.

Orazio Claudio Capra (Vicenza, 1723 – Vicenza, 20 gennaio 1799) è stato un architetto italiano.

## Biografia
Figlio di Gaetano Capra e di Teresa Sale, apparteneva alla nobiltà vicentina. 
Ebbe interesse per la letteratura e scrisse numerosi componimenti, tuttavia viene principalmente ricordato per i suoi contribuì in architettura. Secondo Antonio Magrini e Andrea Alverà nella Biblioteca Bertoliana era conservata una sua raccolta di studi architettonici; attualmente irreperibile, ci rimane la puntualissima descrizione di due dei disegni scritta da Leonardo Trissino.
Il primo è il progetto per il palazzo di Angelo Della Vecchia, da edificare a Vicenza in contrà Cantarane. Dovrebbe risalire al 1750 ca., quando Giorgio Massari e Arnaldo Arnaldi Tornieri presentarono delle proposte analoghe. Il prospetto principale si impostava su uno zoccolo bugnato su cui si innalzavano tre colonne di ordine tuscanico, cui succedevano altrettante colonne ioniche doppie alle estremità. Il tutto era poi coronato da statue. Si trattava di un'idea piuttosto confusa e pesante e infatti fu preferita l'alternativa del Massari.
Il secondo disegno rappresentava una costruzione circondata da una peschiera con cinque ponti levatoi, sostanzialmente un "ibrido" fra una villa di campagna e un antico castello.
Le opere effettivamente realizzate sono ben poche. Gli è attribuita la facciata del suo palazzo di Vicenza, invero molto fredda e impregnata del rigorismo accademico ravvisabile anche nei suoi componimenti. Va detto, però, che l'opera è stata pesantemente rimaneggiata in occasione del restauro nel 1910.
Decisamente più interessante la sua villa di Sarcedo, realizzata nel 1764. Rivisitazione della villa Cordellina del Massari, si notano dei ritocchi palladianisti nel rapporto tra piano nobile e ammezzati, mentre la loggia mediana è decisamente più sobria e quindi neoclassica. Ai lati della scalinata dei poggi sormontati da statue risultano molto enfatici e contrastano con le fluide balaustre della Cordellina. La pianta è inusuale poiché il salone, diversamente dalla tradizione architettonica veneta, si sviluppa lungo l'asse trasversale alla facciata; il risultato è una distribuzione più scenografica degli ambienti, ma in parte scoordinata. In conclusione, la villa di Sarcedo è esemplare nel panorama illuministico veneto, e in particolare nel neopalladianesimo propugnato da Ottone Calderari.